# 顏旭明
顏旭明（1962年－），台灣雲林縣人，現任中華民國環境部升格部會後首任環境部環境管理署署長，自2023年8月22日上任。長年服務於台灣環境保護行政體系，歷練涵蓋中央與地方機關，專長於廢棄物處理、污染防治與組織管理。任內推動科技巡檢、亞太環境合作、清潔隊員裝備改善等政策，受到地方與專業團體肯定。

## 學歷
- 東海大學政治學系學士
- 東海大學公共行政學系碩士（1998年）

：碩論題目為《社區主義在政策過程中的困境與實踐：以樹林焚化爐興建營運為例》，指導教授丘昌泰

## 經歷
顏旭明自基層公職起家，長期服務於環境保護相關機關，歷任職務包括：
- 中華民國環境部環境管理署署長（2023年8月－迄今）
- 行政院環保署水質保護處處長（2019年2月－2019年6月，2021年7月－2023年8月）
- 資源回收管理基金執行秘書（2019年7月－2021年7月)
- 嘉義縣政府秘書長（2018年4月－2018年12月）
- 嘉義縣政府參議（2018年12月－2019年1月）
- 嘉義縣環境保護局局長（2013年9月－2018年4月）
- 行政院環保署綜合計畫處科長（2007年6月－2013年9月）
- 新北市八里衛生掩埋場場長及焚化廠廠長（任期不詳）

## 評價
- 重視基層清潔隊員安全與裝備改善[2]
- 積極推動無人機與AI技術於海岸巡查與環境監測
- 促進亞太國際交流，提升台灣環保治理能見度

## 機關背景
環境部環境管理署為隸屬環境部之三級機關，主管一般廢棄物處理、污染稽查、焚化與掩埋場管理、土壤與地下水污染防治等業務，2024年度預算為新台幣42.5億元。副署長為林左祥、劉瑞祥，主任秘書為施勝鈞。